# 合文
合文，又稱合書，指把兩字或以上的漢詞濃縮成一個漢字書寫單位（一個方塊字字元）的文字形式，涉及構字部件的置換、重用，或左右相合、或上下相合、或三字相合，多數不借筆，也有少數是借筆，甚至會減省部分，而讀音有可能利用組合文字的聲母韻母結合、或仍保留原本的多音節讀法。

## 解說
合文是一種「合體字」，然而並非所有合體字都是合文。「合體字」是一種相對於「獨體字」的概念，所謂「獨體為文，合體為字」，所有由超過一個單獨部件構成的漢字都可以稱為「合體字」，而合文的最大特色是單字元多音節，這特點是一般合體字所無的。
相對於「合字」的概念，「合文」是一個關於漢字的概念，早在商代已被大量使用，而「合字」的概念，除適用於「合文」外，也適用於漢語以外的二合字母，是個大小概念的問題。

## 歷史及現況
合文是古文字共見的現象，合文最早見於商代文字，在甲骨文裡，合文的應用非常普遍，到了西周，姬發的諡號「武王」寫成的合文「珷」字也常見於青銅器銘文。
南北朝时出现大量合文。《魏书·江式传》云：延昌三年，上表论字体不正。略曰：「皇魏承百王之季，绍五运之绪，世易风移，文字改变，篆形谬错，隶体失真，俗学鄙习，复加虚巧。谈辩之士又以意说炫惑于时，难以厘改，乃曰‘追来’为归、‘巧言’为辩、‘神蟲’为蚕，如斯甚众。」这三字依次写为：归-「𲉖」，辩-「䛒」，蚕-「䗝」。
北齐颜之推《颜氏家训·杂艺》也说：「北朝丧乱之余，书迹鄙陋，加以专辄造字，猥拙甚于江南。乃以‘百念’为忧，‘言反’为变，‘不用’为罢，‘追来’为归，‘更生’为苏，‘先人’为老，如此非一，遍满经传。」这六字依次写为：忧-「𢞘」，变-「䛀」，罢-「甭」，归-「𲉖」，苏-「甦」，老-「𠈣」。
到唐代，武则天更是带头用组合会意的方式创造新字。北宋赵与时《宾退录》卷五引唐《君臣正论》云：「武后改易新字，如以‘山水土’為地，‘千千萬萬’為年，‘永主久（夂）王’為証，‘長正主’為聖，‘一忠’為臣，‘一生’為人，‘一人大吉’为君。」这七字依次写为：地-「埊」，年-，证-「𤪉」，圣-「𰿓」，臣-「𢘑」，人-「𤯔」，君-「𠺞」。
宋代起流行把一些寓意吉祥的詞句合書成一字，寫在斗方（通常只有部件的置換拼合和重用，沒有部件的減省）。這種合文通常應用於節慶時作為一種祥瑞的張貼飾品、賞玩用的花錢，或作為一種文字遊戲，並不應用在寫作中。
《魏书·江式传》、《颜氏家训·杂艺》与《宾退录》所引唐《君臣正论》的记载表明，从南北朝的合文一般由两个汉字组成到唐宋有用四个汉字组成合文，构成合文的成分（汉字）越来越多，这种合文发展的趋势持续到近现代，有的合文竟由多达八九个汉字组成。
現代圖書館學家杜定友（1898年-1967年）曾於1924年創「圕」字來代替「圖書館」一詞，於當時中日學術文化界曾流行一時。至今中華民國教育部仍有「金圕獎」，以表揚優良圖書館。1926年，日本雜誌《圕》以「圕」字命名，杜定友對《圕》第一期所有文章中「圕」字的使用情況加以統計，統計結果是──該刊用「圕」字436次，如用舊例「圖書館」則須用1308字。
類似情況發生在1953年的中國，結構學家蔡方蔭在教學時時常使用到「混凝土」此詞彙，大量書寫時極為費時。因此他將「混凝土」簡寫為「人工石」，甚至進一步的將「人工石」合併書寫為「砼」，發音則依據「仝」字發為「注音：ㄊㄨㄥˊ；拼音：tóng」。
中國引入外國的計量單位時，曾造了一些計量用漢字，如「瓩」「兛」「浬」「嗧」等。日語也有類似者，如「粁」、「竓」、「糎」等字，但很多現已罕用。另外也有同字不同義者，例如「瓩」在中文是指千瓦，但日文指千克。
而另一個重要的合文範疇，就是化學漢字，尤其化合物的表示更為多元，如氫氧基，取「氧」字的「羊」以及「氫」字的「巠」組合成「羥」字，其發音即取自「氫」字的聲母以及「氧」字的韻母。相同概念還有「巰」等字。其中某些化學漢字甚至包含了意思，如「烷」、「烯」、「炔」不僅包含了碳氫化合物的意義，還包含了「完整」、「稀少」、「缺乏」的意思及發音。

## 用例
合文是古文字共見的現象，唯甲骨文特別多。兩字合文的方式有兩種，一種是左右相合，如：
- 大甲 祖丁 祖乙 十五 七月 等等；

一種是上下相合，如：
- 十牢 小牢 五十 二百 八月 等等。

若是三字合文，則或先上下相合，或左右右相合，然後再與第三字相合，如：
- 十二月 十三月 七十人 中母己 辛亥貞 翌日庚 上下 等等。

### 方言
有部分應用於方言的合文，發展成單音節字而被保留和廣泛應用，比如說「甭」原是北方方言「不用」的合文，連讀成ㄅㄥˊ一個音節；「覅」、「𧟰」或「𡠍」原是吳語「勿要」的合文，連讀成ㄈㄧㄠˋ（國際音標：[viɔ]）一個音節。又如潮州話中「上不下是」是「不是」的合文，連讀「毋」（m6）和「是」（si6）成mi6音；「𠁞」、「𠀾」、「𣍐」或「𫧃」是「不會」、「勿會」的合文，連讀「毋」（m6）和「會」（oi6）成bhoi6；「⿱不畏」、「⿰勿畏」是「不畏」、「勿畏」的合文，連讀「毋」（m6）和「畏」（uin6）成muin3音。

### 圖符
合文有時會用作特定場合的圖符，例如在春貼上，有些人會把固定的祝賀說話合成一字的模樣或連書起來，當中最著名的是，即是「招財進寶」的合文。其他還有「黃金萬両」、「日進斗金」、「日日有見財」、「如意吉祥」、「福祿」等。
一些習用固定說話，如「孔孟好學」、「唯吾知足」、「春景當思」、「天人合一」、「天地君亲师」，也常有人寫成合文，比如「长长久久」可写成「⿰萬丈⿰萬丈⿰多年⿰多年」。且由于造字者不止一人，写字者又有不同的书写习惯，因而合文也有不同寫法的异体字，例如「天」就有写作「靝」和「靔」的。但「氣」和「气」本是两个不同的字，「氣」是「餼」的本字，「气」才是「气体」的「气」，后以「氣」为「气」的繁体，而另造了「餼」字。更复杂的「天地君亲师」可写成「靝埊⿰皇帝⿺見亲⿰先生」，也可写成「靝𧹵⿱人主[⿺見⿱父母]⿺先生」或「靝⿰重氣⿰養氣⿰育氣⿰教氣」；「天官赐福」的合文「靝⿰南元⿰方便⿰財主」中，「官」字由于「元」通「員」，故也可写成「⿰南貟」或「⿺元南」，意为衙门八字朝南开，主持其事的是官员，因此「南员」为官。
此外，道敎等一些宗敎的儀式或驅邪的符籙中有更多的諱秘字合文。原刻于苦县（今河南省鹿邑县）明道宫老君台（又名升仙台，相传为老子讲学和仙蜕之处）前石碑上的《老子养生秘字诀》（“文革”中被毁，本世纪初根据拓件重刻），全篇为一首七言八句56字古体诗，将：
玉炉烧炼延年药，正道行修益寿丹
呼去吸来息由吾，性空心灭本无看（着）
寂照可欢忘幻我，为见生前体自然
铅汞交接神丹就，乾坤明原系群仙
写作：（未收录字的字形参见PUA页面 （页面存档备份，存于）中U+E970到U+E98D）
軉𨈝㶮𥒯㥐𦼌𤂼，[⿰正⿱匕具]𠐵𠎢臹㴁𠋮[⿺九⿱匕具]
[⿰口⿸虍命][⿰亻⿱七天][⿰口⿸虍令]⿱天本⿴囗旡⿱大亨⿸尸元，⿰身真⿱天卩[⿰君⿱玄火][⿰氵⿱屯火]⿴囗神𧾿⿱入
𢚍𠒸𠍟[⿱罒⿰肖光]𣎗⿱幻京𣔉，⿰虚𢦉⿰生妄𢛣⿱朋寂𤀢𡈟
⿱地元[⿰亻⿱母子]𡙎𡚌𣊭朤[⿰木⿳金⿰水火土]，𰋟閸[⿱三⿰三三]厵[⿱⿲男男男女]𤛭[]
著名的楼观台内的道教对联就用了其前两句，但写作「軉𨈝㶮𥒯㥐𦼌𤂼，靕𠐵𠎢臹㴁𠋮㐤」，即下联第一字「正」和最后一字「丹」写法不同，根据路迪民著的《〈亳州老君碑古字谱〉考释（上）》，碑文里的⿰正真或[⿰正⿱匕具]，应是「靕」的讹字，对联中写法正确。
此外，洪幫隱語祕符也是合文，因此由它衍生而來的和等字，也有應視爲合文還是一般漢字之不同看法。

## 圖例

，「招財進寶」的合文
，「孔孟好學」的合文
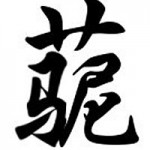
「草泥馬」的合文
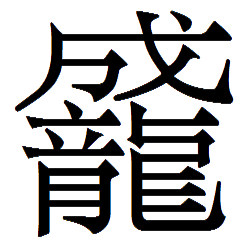
網友創作的合文「Duang」（正體）
網友創作的合文「Duang」（簡體）

## 外部連結
- 《中国大百科全书》第三版网络版中的条目： （简体中文）
- 甲骨文字與六書問題（页面存档备份，存于）
- 合文对联（八仙的故事）（页面存档备份，存于）
- 咱造的不是字是游戏
- 网友造的不是字，是游戏(图)（页面存档备份，存于）